# 1804
1804 (MDCCCIV) je bilo prestopno leto, ki se je po gregorijanskem koledarju začelo na nedeljo, po 12 dni počasnejšem julijanskem koledarju pa na petek.

## Dogodki
- Napoleon se okrona za francoskega cesarja.

## Rojstva
- 8. marec - Alvan Clark, ameriški astronom, optik († 1887)
- 14. marec - Johann Strauss starejši, avstrijski violinist, dirigent, skladatelj († 1849)
- 28. julij - Ludwig Andreas Feuerbach, nemški filozof († 1872)
- 8. september - Eduard Mörike, nemški pisatelj, pesnik in prevajalec († 1875)
- 24. oktober - Wilhelm Eduard Weber, nemški fizik († 1891)
- 10. december - Carl Gustav Jakob Jacobi, nemški matematik († 1851)

## Smrti
- 12. februar - Immanuel Kant, nemški filozof (* 1724)
- 11. april - Mikloš Küzmič, madžarsko-slovenski pisatelj, prevajalec, dekan [[Slovenska okroglina|Slovenske okrogline (* 1737)
- 20. september - Pierre-François-André Méchain, francoski astronom (* 1744)
- - Nakai Čikuzan, japonski trgovec in konfucijanski zgodovinar (* 1730)